# Andronik (Barsukov)
Svatý Andronik (světský jménem: Alexandr Barsukov; 1872 – 1917) byl ruský jerodiákon, monach a mučedník.

## Život
Narodil se roku 1872 v Oloněcké gubernii.
Dne 27. listopadu 1895 vstoupil do Valaamského monastýru.
Dne 8. srpna 1900 se stal poslušníkem.
Dne 9. června 1907 byl postřižen na monacha se jménem Andronik.
Složil jako asistent blahočinného v tichvinské skitě. Od 27. listopadu 1907 byl kanonarch (čte modlitby, které poté zpívá sbor).
Roku 1916 byl převeden do Nosovského Preobraženského monastýru v Tugulovce nacházející se v Tambovské gubernii.
Roku 1917 byl rukopoložen na jerodiákona a stal se ekonomem monastýru.
Byl zabit při útoku banditů na klášter roku 1917 když se snažil bránit nemocného igumena a pokladnu. Spolu sním byl zabit archimandrita Sergij (Galkovskij).
Dne 27. prosince 2000 jej Ruská pravoslavná církev svatořečila jako mučedníka a byl zařazen mezi Sbor všech novomučedníků a vyznavačů ruských.
Jeho svátek je připomínán 20. prosince (7. prosince – juliánský kalendář).